# Beschränkt gültiges Funkbetriebszeugnis

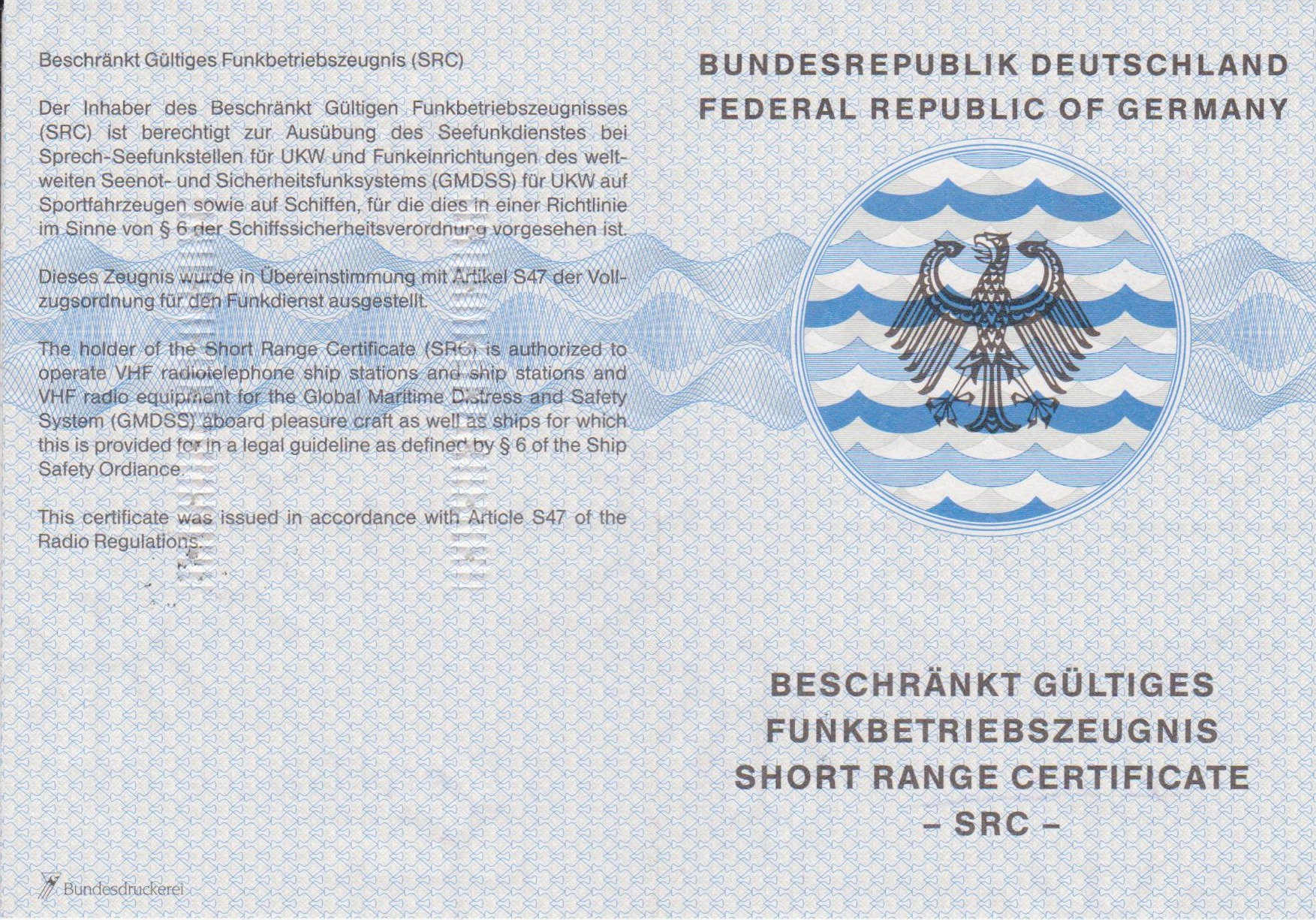
Das beschränkt gültige Funkbetriebszeugnis

Das beschränkt gültige Funkbetriebszeugnis (Abkürzung: SRC, von englisch Short Range Certificate) ist ein deutsches Funkbetriebszeugnis.

## Berechtigung
Das beschränkt gültige Funkbetriebszeugnis berechtigt den Inhaber zur Teilnahme am Mobilen Seefunkdienst auf UKW auf Sportbooten sowie auf Schiffen, die nicht der Funkausrüstungspflicht unterliegen. Es schließt die Bedienung von Seefunkstellen auf UKW und Sicherheitsfunksystemen (GMDSS) ein, nicht aber die Bedienung von Schiffsfunkstellen (Binnenfunk), d. h. von Funkstellen auf den Binnenschifffahrtsstraßen. Das Adjektiv beschränkt bezieht sich dabei auf die Art der Funkanlagen (UKW), nicht auf eine regionale oder zeitliche Einschränkung.
Das SRC ist gem. § 1 Abs. 7 Sportseeschifferscheinverordnung (SportSeeSchV) für den Schiffsführer vorgeschrieben, sobald eine UKW-Funkanlage an Bord ist. Im Gegensatz zu den amtlichen Sportbootführerscheinen ist es allerdings nicht ausreichend, dass nur der Schiffsführer im Besitz des Funkbetriebszeugnisses ist; jeder, der die Seefunkstelle bedient, muss über das entsprechende Funkbetriebszeugnis verfügen.

## Voraussetzungen und Prüfung
Voraussetzungen für den Erwerb des SRC sind in Deutschland ein Mindestalter von 15 Jahren und das Bestehen der Prüfung vor einem amtlichen Prüfungsausschuss.
Die Prüfung wird von einer Prüfungskommission des DMYV oder DSV abgenommen. Die Prüfung besteht aus drei theoretischen Teilen und einem praktischen Teil. Im theoretischen und im praktischen Teil sind Grundkenntnisse der englischen Sprache und das Beherrschen von englischen Fachausdrücken erforderlich, die im praktischen Funkverkehr üblich sind.
Innerhalb von 60 Minuten muss im Theorieteil:
- Einer von zwölf Fragebögen mit 24 Fragen aus einem Fragenkatalog von 180 Fragen schriftlich beantwortet werden (30 Minuten)
- Eine in englischer Sprache diktierte Meldung richtig aufgenommen und ins Deutsche übersetzt werden; der Text der Meldung entstammt dabei einer Sammlung von 27 Texten, die schon vor der Prüfung bekannt sind. (15 Minuten)
- Eine weitere Meldung aus den 27 Texten schriftlich vom Deutschen ins Englische übersetzt werden. (15 Minuten)

Der praktische Teil besteht aus Pflichtaufgaben (Abwicklung von Not- und Dringlichkeitsverkehr, jeweils als DSC- und als Sprechfunk-Aussendung) und weiteren Aufgaben aus den Gebieten Sicherheitsverkehr, Routineverkehr, Handhabung des Funkgeräts und ähnlichem. Es wird die Beherrschung des Funkverkehrs gemäß WRC-07-Schema geprüft.
Als bestanden gilt der theoretische Prüfungsteil, wenn bei der Bearbeitung des in der Prüfung vorgelegten Fragebogens innerhalb von 30 Minuten mindestens 19 von 24 erreichbaren Punkten erzielt wurden. Die gesamte Prüfung muss innerhalb von sechs Monaten abgeschlossen werden – Frist von der ersten abgelegten Teilprüfung bis zur letzten – andernfalls verfallen bereits bestandene Prüfungsteile. Die Wiederholung eines nicht bestandenen Prüfungsteils bzw. einer nicht bestandenen Prüfung ist frühestens nach sieben Tagen vor demselben Prüfungsausschuss möglich.

## Gültigkeit und internationale Anerkennung
Das beschränkt gültige Funkbetriebszeugnis ist für den Funkbetrieb an Bord von Schiffen unter deutscher Flagge international gültig. Da das Zeugnis die Anforderungen an ein Short Range Certificate im Sinne des Artikels 47 der Radio Regulations (Vollzugsordnung für den Funkdienst) und zusätzlich die Anforderungen der Empfehlung 31-04 der CEPT erfüllt, sollte es international auch für Schiffe unter anderer Flagge anerkannt werden. Entscheidend für die Anerkennung sind aber stets die Regeln des Flaggenstaates (so werden z. B. SRC der britischen Royal Yachting Association für Schiffe unter deutscher Flagge nur nach Ablegen einer Anpassungsprüfung anerkannt).